# Йожеф Ячо
Йожеф Ячо (угор. József Jacsó, 1 червня 1962) — угорський важкоатлет.
Срібний призер Олімпійських Ігор 1988 року в категорії 110 кг.